# Józef Potocki (kasztelan lwowski)
Józef Potocki herbu Pilawa (ur. ok. 1695, zm. 21 grudnia 1764) – starosta szczerzecki i czorsztyński, kasztelan lwowski, sędzia kapturowy ziemi lwowskiej w 1764 roku.

## Wywód genealogiczny
| 4. Paweł Potocki      |  |                           |  |  |                  |
|                       |  | 2. Aleksander Jan Potocki |  |  |                  |
| 5. Eleonora Sołtykowa |  |                           |  |  |                  |
|                       |  |                           |  |  | 1. Józef Potocki |
| 6. Aleksander Tarło   |  |                           |  |  |                  |
|                       |  | 3. Teresa Tarło           |  |  |                  |
| 7. Joanna Kostczanka  |  |                           |  |  |                  |
|                       |  |                           |  |  |                  |

## Życiorys
Syn Aleksandra Jana, podkomorzego halickiego i Teresy Tarłówny, wnuk Pawła, brat Antoniego Michała, ojciec Franciszka Piotra, Ignacego posła, kanoników Kajetana i Pawła, starosty kaniowskiego Jana. W 1730 roku poślubił Konstancję Morsztyn, później, w 1736 Pelagię Potocką, córkę Jerzego Potockiego, starosty grabowieckiego i tłumackiego. 
Poseł na sejm z limity 1719/1720 roku z ziemi halickiej. Jako poseł na sejm konwokacyjny 1733 roku z województwa sandomierskiego był członkiem konfederacji generalnej zawiązanej 27 kwietnia 1733 roku na tym sejmie. Jako deputat z województwa sandomierskiego podpisał pacta conventa Stanisława Leszczyńskiego w 1733 roku. Poseł województwa sandomierskiego na sejm 1744 roku. W 1760 roku został mianowany kasztelanem lwowskim. Był też starostą szczerzeckim i czorsztyńskim.
Został odznaczony Orderem Orła Białego w 1760 roku.
Miał ulubioną siedzibę w Siemianówce.
Dziedzic miasta Monasterzyska, tutaj był fundatorem murowanego kościoła p. w. Wniebowzięcia Najświętszej Marii Panny (obecnie cerkiew autokefalicznego Kościoła Prawosławnego Ukrainy), wybudowanego w miejscu wcześniejszego drewnianego.